# Carasobarbus kosswigi
Carasobarbus kosswigi es una especie de peces de la familia de los
Cyprinidae en el orden de los Cypriniformes.

## Hábitat
Es un pez de agua dulce y de clima subtropical.

## Distribución geográfica
Es endémica de las cuencas de los ríos Tigris y Éufrates.